# Air Force Special Operations Command

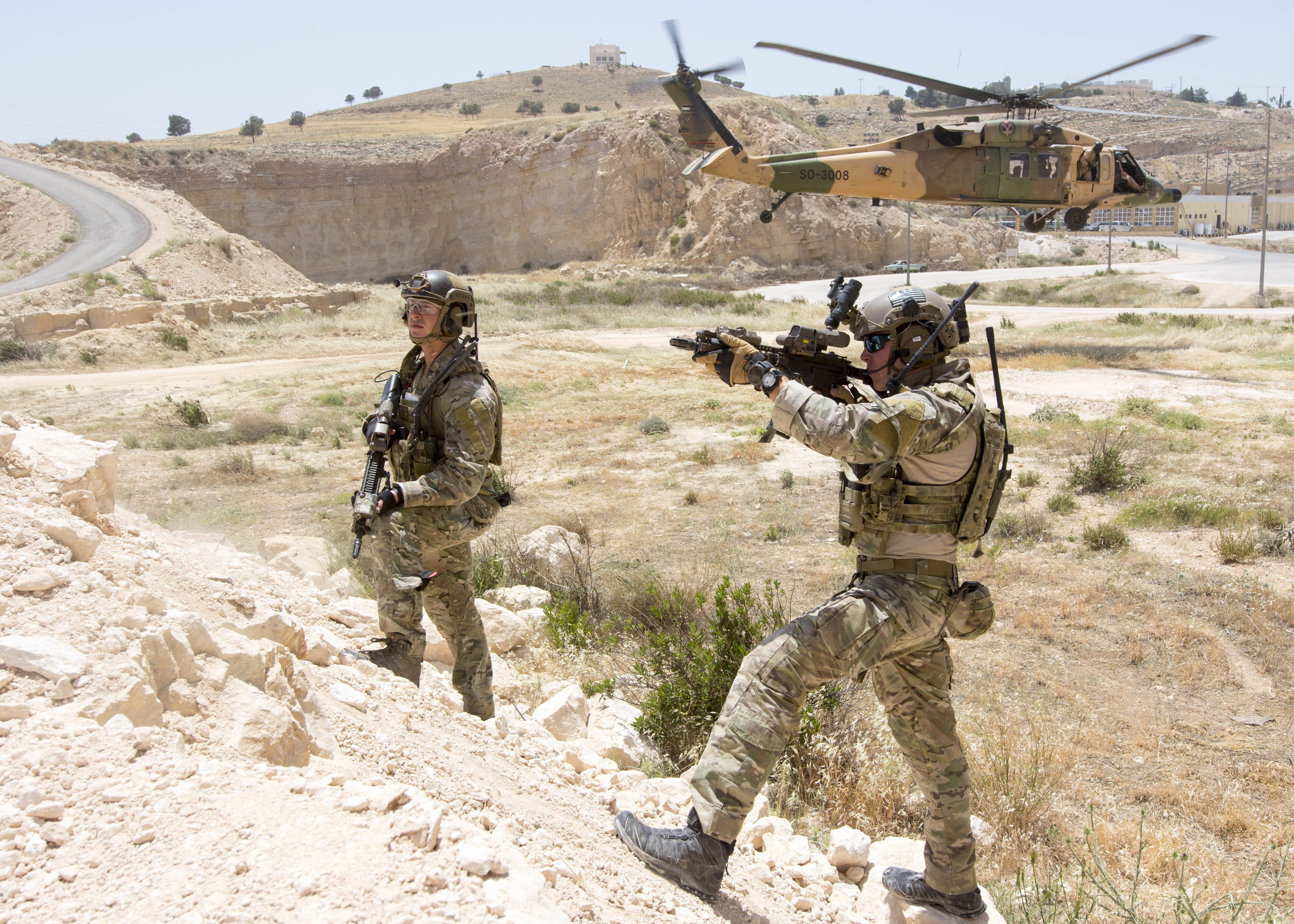
Personale del 23rd STS

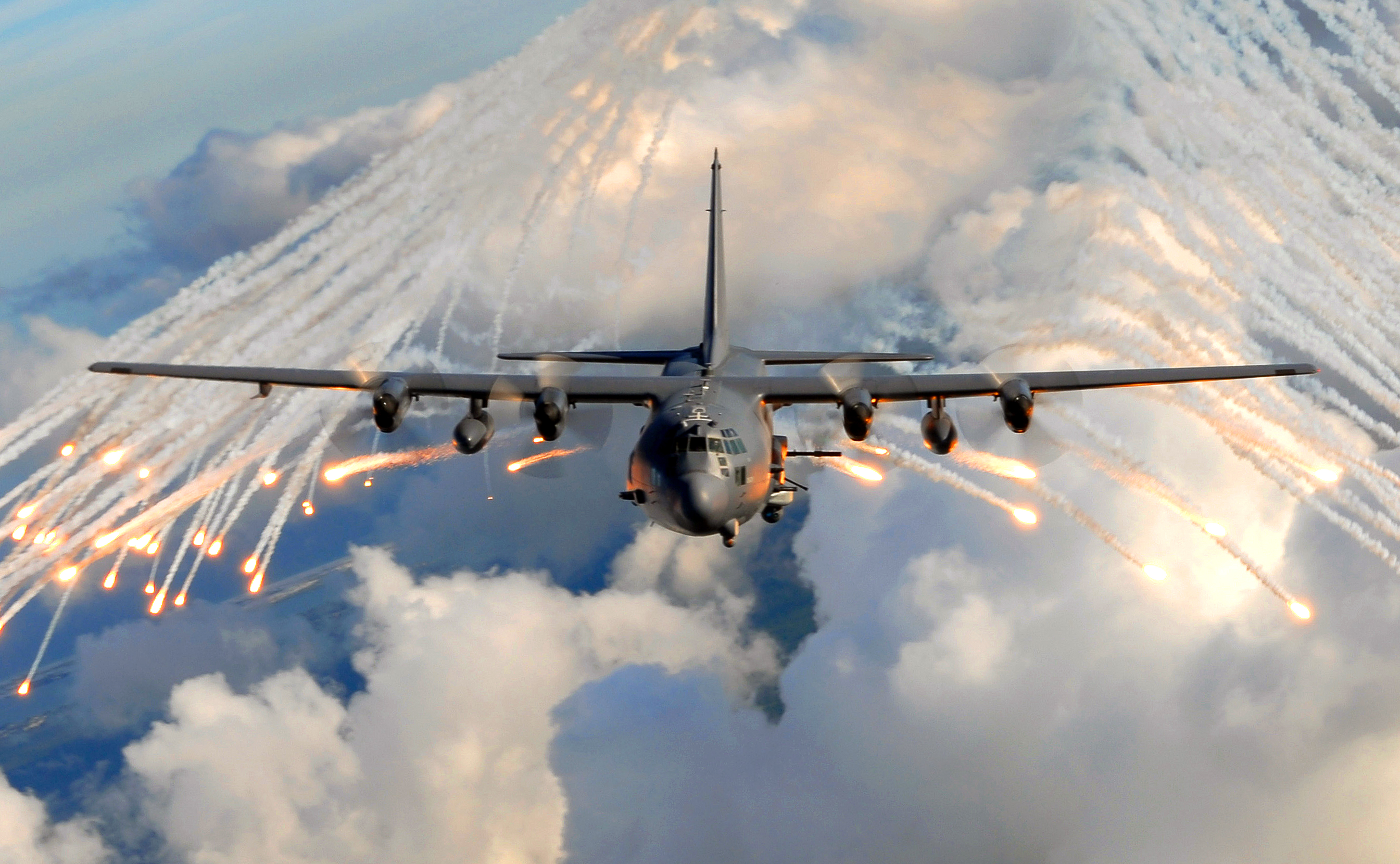
Dimostrazione aerea di un AC-130U

L'Air Force Special Operations Command o AFSOC (Comando Operazioni Speciali dell'Air Force) è uno dei Major Command della United States Air Force (USAF), responsabile di tutte le sue forze speciali. Il comando è inoltre la componente aerea dello United States Special Operations Command. Il quartier generale è situato presso Hurlburt Field, Florida.

## Missione
Il Comando fornisce le capacità del potere aereo specializzato in qualsiasi forma di conflitto.
Gli Special Tactics Squadron sono la componente terrestre delle operazioni speciali dell'U.S.A.F. Con oltre 650 avieri di supporto alla missione e 1.000 operatori in tattiche speciali in 29 località diverse, l'unità fornisce esperienza nell'accesso globale, l'attacco di precisione, il recupero di personale e le operazioni sanitarie sul campo di battaglia.
L'accesso globale è la capacità di stabilire, aprire e controllare qualsiasi tipo di campo d'aviazione, dagli aeroporti principali alle piste d'atterraggio clandestine, in qualsiasi località sia amica che ostile, fornendo accesso strategico alle forze armate statunitensi. Gli uomini delle tattiche speciali forniscono agli Stati Uniti ed ai suoi alleati l'accesso ad ogni tipo di ambiente che sia conteso con diverse opzioni d'assalto e di proiezione di forza.

## Equipaggiamento
Attualmente, a giugno 2019, il comando dispone dei seguenti velivoli:
- 8 AC-130J Ghostrider
- 16 AC-130U Spooky
- 12 AC-130W Stinger II
- 46 CV-22B Osprey
- 11 MC-130H Combat Talon II
- 34 MC-130J Commando II
- 44 MQ-1 Predator e MQ-9 Reaper
- 5 C-145A Skytruck
- 20 C-146A Wolfhound
- 28 U-28A

## Organizzazione
Attualmente, al settembre 2023, il comando controlla:
- 1st Special Operations Wing, Hurlburt Field, Florida
  - 1st Special Operations Group -  AC-130J, CV-22, MC-130H, MQ-9 e U-28A
- 24th Special Operations Wing,  Hurlburt Field, Florida
  - 720th Special Tactics Group
  - 724th Special Tactics Group, Pope Field, N.C.
- 27th Special Operations Wing, Cannon AFB, New Mexico
  - 27th Special Operations Group - C-146A, CV-22B, MC-130J, MQ-9 e U-28A
- 352nd Special Operations Wing, RAF Mildenhall, Gran Bretagna
  - 752nd Special Operations Group - CV-22 e MC-130J
- 353rd Special Operations Wing, Kadena AB, Giappone
- 492nd Special Operations Wing, Hurlburt Field, Florida

## Basi
Il comando ha giurisdizione sulle seguenti basi militari:
- Cannon Air Force Base, Nuovo Messico
- Hurlburt Field, Florida

## Storia

### Operazioni
Attivata come Twenty-Third Air Force per servire da punto di riferimento all'interno del Military Airlift Command per l'integrazione di forze speciali dedicate, l'attività di ricerca e recupero degli astronauti e di altre forze del MAC in supporto agli obiettivi nazionali. Le responsabilità di gestione raccolgono tutti gli aspetti delle operazioni speciali dell'U.S.A.F., inclusa la guerra non convenzionale, la difesa interna da attacchi esterni, le operazioni psicologiche, il recupero in combattimento, il supporto ai luoghi missilistici, e la ricognizione meteorologica. Nel maggio del 1990, la Twenty-Third Air Force fu rinominata Air Force Special Operations Command e guadagnò lo stato di Major Command. Dal 1990 partecipò ad ogni operazione contingente condotta nella guerra globale al terrore, Nel giugno 1993 partecipò ad operazioni congiunte a Mogadiscio, in Somalia, durante il quale fu insignito di tre medaglie individuali (una Air Force Cross e due Silver Star) per le loro notevoli capacità in combattimento. Nel luglio 1994 sganciò rifornimenti ed equipaggiamento ai rifugiati in Ruanda nell'Operazione Support Hope. Eseguì operazioni di ricerca e recupero nell'aprile 1996 quando il CT-43 che trasportava l'allora Segretario del Commercio Ron Brown ed altre 30 persone si schiantò in Bosnia. Insieme con le forze speciali dell'Esercito, della Marina e dei Marines, partecipò come rappresentante delle Forze Aeree in tutte le missioni speciali congiunte, utilizzando sia forze aeree che terrestri, e queste includevano operazioni di combattimento ed operazioni di ricerca e recupero, insieme a guerra non convenzionale, operazioni psicologiche in Bosnia, Kosovo, Somalia, Iraq ed Afghanistan dal 1990 ad oggi. Nell'agosto-settembre 2005, eseguì operazioni di ricerca e recupero a New Orleans dopo le conseguenze del passaggio dell'Uragano Katrina. Nell'aprile 2006 le operazioni di ricerca e recupero furono trasferite all'Air Combat Command per concentrarsi maggiormente sulle operazioni speciali.

### Allineamento
- Stabilito come Twenty-Third Air Force dal 10 febbraio 1983
- Attivato il 1º marzo 1983
- Rinominato Air Force Special Operations Command, con stato di Major Command, il 22 maggio 1999

### Assegnazioni
- Military Airlift Command, 1º marzo 1983
- United States Air Force, dal 22 maggio 1990

### Componenti

#### Forces
- Air Forces Special Operations (successivamente 623rd Air and Space Operations Center), dal 13 dicembre 2005 al 31 dicembre 2007.
- Twenty-Third Air (Air Forces Special Operations Forces), dal 1º gennaio 2008

#### Division
- 2nd Air, dal 1º marzo 1983 al 1º febbraio 1987.

#### Service
- Aerospace Rescue and Recovery, dal 1º marzo 1983 al 1º agosto 1989.

#### Wings
- 1st Special Operations (successivamente 16th Special Operations; 1st Special Operations), dal 1º febbraio 1987
- 27th Special Operations, dal 1º ottobre 2007
- 39th Aerospace Rescue & Recovery (successivamente 39th Special Operations; 352nd Special Operations Group), dal 1º ottobre 1983
- 41st Rescue & Weather Reconnaissance, dal 1º ottobre 1983 al 1º agosto 1989.
- 347th Rescue, dal 1º ottobre 2003 al 3 aprile 2006.
- 353rd Special Operations (successivamente 353rd Special Operations Group), dal 6 aprile 1989
- 375th Aeromedical Airlift, dal 1º gennaio 1984 al 1º febbraio 1990.
- 1550th Aircrew Training and Test (successivamente 1550th Combat Crew Training), dal 1º ottobre 1983 al 21 maggio 1990.

#### Center
- Special Missions Operational Test & Evaluation, dal 22 maggio 1990 al 1º aprile 1994

#### Group
- 720th Special Tactics, dal 1º ottobre 1987 fino ad oggi

#### Squadron
- 18th Flight Test, dal 1º aprile 1994 al 1º gennaio 2008

#### School
- USAF Special Operations, dal 1º febbraio 1987 fino ad oggi

### Basi
- Scott Air Force Base, Illinois, 1º marzo 1983
- Eglin Airfield Auxiliary Field #9 (Hurlburt Field), Florida dal 15 agosto 1987